# Claude Makélélé
Claude Makélélé (wym. [klod makelele]; ur. 18 lutego 1973 w Kinszasie w Demokratycznej Republice Konga) – francuski piłkarz kongijskiego pochodzenia, grający na pozycji defensywnego pomocnika. Makélélé, gdy był jeszcze bardzo młody, wyemigrował wraz z rodzicami do Francji, dzięki czemu reprezentował barwy Trójkolorowych.
25 lutego w wywiadzie dla oficjalnej strony Chelsea przyznał, że sezon 2009/2010 jest dla niego ostatnim w karierze. Po zakończeniu sezonu jednak zmienił decyzję i przedłużył wygasającą umowę na kolejny sezon.
Dnia 12 czerwca Makelele oznajmił, że kończy karierę w sezonie 2010/11. Ostatnim klubem, w którym grał jest Paris Saint Germain. W tym klubie został najpierw doradcą dyrektora sportowego Leonardo, a 30 grudnia 2011 został asystentem ówczesnego trenera pierwszej drużyny, Carla Ancelottiego. Następnie pomagał w prowadzeniu zespołu Laurentowi Blancowi.
W 2019 roku podjął pracę jako członek sztabu szkoleniowego w londyńskiej Chelsea.

## Kariera
Profesjonalną karierę zaczynał w klubie Stade Brestois 29. W sezonie 1992–1993 grał już w klubie Ligue 1 FC Nantes. Szło mu tutaj naprawdę dobrze – przez 5 lat był zawodnikiem pierwszego składu, mimo tego, że był wówczas młodziutki. W każdym sezonie grał ponad 30 meczów, a także zdobył łącznie aż 8 bramek (najwięcej w sezonie 1996–1997, w którym strzelił 5 goli), co jak na tego piłkarza jest wyczynem niesamowitym. Defensywnym pomocnikiem zainteresowały się silniejsze drużyny, a najbardziej zdeterminowani byli włodarze Olympique’u Marsylia. W klubie z Marsylii również grał na wysokim poziomie, czego dowodem jest kupienie Makélélé już po roku przez Celtę Vigo. Tu pracował przez kolejne 2 sezony i należał do najlepszych w zespole. Świetne występy w Celcie zaowocowały transferem do Realu Madryt. Ten piłkarz od tzw. czarnej roboty nie był zbytnio ceniony przez kolejnych trenerów Królewskich, mimo to w każdym sezonie występował w podstawowym składzie. Po odejściu zawodnika niepochlebnie wypowiadał się o nim ówczesny prezes Florentino Pérez. Kiedy odszedł po 3 latach z Madrytu, drużyna Galacticos rozsypała się jak domek z kart. Claude odszedł do Chelsea. W londyńskim zespole Makelele radził sobie świetnie, był ceniony przez trenera, kibiców i media. W lipcu 2008 roku przeszedł jednak do Paris Saint Germain. Spędził w tym klubie trzy sezony. Po sezonie 2010/2011 zdecydował się zakończyć karierę piłkarską.
Makélélé odniósł wiele klubowych sukcesów. Pierwszym triumfem Francuza było zdobycie Mistrzostwa Francji w sezonie 1994–1995 w barwach Kanarków. Było to zresztą jedyne trofeum, które Makélélé zgarnął grając we Francji. W barwach Realu zdobył Mistrzostwo Hiszpanii w sezonach 2000–2001 i 2002–2003, Ligę Mistrzów na przełomie 2001 i 2002, oraz w tym samym sezonie Superpuchar Europy i Puchar Interkontynentalny. Kolejne sukcesy święcił w Chelsea, z którym zdobył Mistrzostwo Anglii w sezonach 2004–2005 i 2005–2006, a także Puchar Anglii w pierwszym roku grania na wyspach.
Przez wiele lat Makélélé był podporą reprezentacji Francji, w której zadebiutował w 1995 roku w zremisowanym 0:0 meczu z Norwegią. Łącznie od rozegrał 71 mecze nie strzelając przy tym żadnej bramki. W kadrze Claude również odnosił wielkie sukcesy. Występował na Igrzyskach Olimpijskich w Atlancie (1996), Mistrzostwach Świata w Korei i Japonii (2002), Euro 2004, a także zdobył srebrny medal na Mundialu w Niemczech w 2006 roku. 21 lipca 2008 przeniósł się do Paris Saint-Germain na zasadzie wolnego transferu.

## Kariera trenerska
30 grudnia 2011 roku został asystentem Carla Ancelottiego w Paris Saint-Germain.
24 maja 2014 roku został menedżerem SC Bastia i tym samym zastąpił Frédéric Hantz.
W styczniu 2017 został asystentem trenera Swansea City Paula Clementa.

## Statystyki

### Klubowe
| Klub                | Sezon              | Liga  | Liga   | Puchar kraju | Puchar kraju | Puchar ligi | Puchar ligi | Europa | Europa | Inne  | Inne   | Razem | Razem  |
| Klub                | Sezon              | Mecze | Bramki | Mecze        | Bramki       | Mecze       | Bramki      | Mecze  | Bramki | Mecze | Bramki | Mecze | Bramki |
| ------------------- | ------------------ | ----- | ------ | ------------ | ------------ | ----------- | ----------- | ------ | ------ | ----- | ------ | ----- | ------ |
| FC Nantes           | 1992/1993          | 34    | 1      | 6            | 0            | –           | –           | –      | –      | –     | –      | 40    | 1      |
| FC Nantes           | 1993/1994          | 30    | 0      | 4            | 1            | –           | –           | 2      | 0      | –     | –      | 36    | 1      |
| FC Nantes           | 1994/1995          | 36    | 3      | 2            | 0            | 1           | 1           | 8      | 1      | –     | –      | 47    | 5      |
| FC Nantes           | 1995/1996          | 33    | 0      | 1            | 0            | 1           | 0           | 9      | 0      | 1     | 0      | 45    | 0      |
| FC Nantes           | 1996/1997          | 36    | 4      | 0            | 0            | 1           | 0           | 0      | 0      | –     | –      | 37    | 5      |
| FC Nantes           | Razem              | 169   | 9      | 13           | 1            | 3           | 1           | 19     | 1      | 1     | 0      | 205   | 11     |
| Olympique Marsylia  | 1997/1998          | 32    | 2      | 2            | 0            | 2           | 1           | –      | –      | –     | –      | 36    | 3      |
| Celta Vigo          | 1998/1999          | 36    | 2      | 1            | 0            | –           | –           | 7      | 0      | –     | –      | 44    | 2      |
| Celta Vigo          | 1999/2000          | 34    | 1      | 1            | 0            | –           | –           | 9      | 2      | –     | –      | 44    | 3      |
| Celta Vigo          | Razem              | 70    | 3      | 2            | 0            | 0           | 0           | 16     | 2      | 0     | 0      | 88    | 5      |
| Real Madryt         | 2000/2001          | 33    | 0      | 0            | 0            | –           | –           | 14     | 1      | 2     | 0      | 49    | 1      |
| Real Madryt         | 2001/2002          | 32    | 1      | 6            | 0            | –           | –           | 13     | 0      | 2     | 0      | 53    | 1      |
| Real Madryt         | 2002/2003          | 29    | 0      | 0            | 0            | –           | –           | 11     | 0      | 2     | 0      | 42    | 0      |
| Real Madryt         | 2003/2004          | –     | –      | –            | –            | –           | –           | –      | –      | 1     | 0      | 1     | 0      |
| Real Madryt         | Razem              | 94    | 1      | 6            | 0            | 0           | 0           | 38     | 1      | 7     | 0      | 145   | 2      |
| Chelsea             | 2003/2004          | 30    | 0      | 3            | 0            | 2           | 0           | 11     | 0      | –     | –      | 46    | 0      |
| Chelsea             | 2004/2005          | 36    | 1      | 0            | 0            | 4           | 0           | 10     | 0      | –     | –      | 50    | 1      |
| Chelsea             | 2005/2006          | 31    | 0      | 3            | 0            | 0           | 0           | 6      | 0      | 1     | 0      | 41    | 0      |
| Chelsea             | 2006/2007          | 29    | 1      | 2            | 0            | 6           | 0           | 9      | 0      | –     | –      | 46    | 1      |
| Chelsea             | 2007/2008          | 18    | 0      | 1            | 0            | 2           | 0           | 13     | 0      | –     | –      | 34    | 0      |
| Chelsea             | Razem              | 144   | 2      | 9            | 0            | 14          | 0           | 49     | 0      | 1     | 0      | 217   | 2      |
| Paris Saint-Germain | 2008/2009          | 34    | 0      | 1            | 0            | 0           | 0           | 5      | 0      | –     | –      | 40    | 0      |
| Paris Saint-Germain | 2009/2010          | 31    | 1      | 5            | 0            | 0           | 0           | –      | –      | –     | –      | 36    | 1      |
| Paris Saint-Germain | 2010/2011          | 33    | 0      | 3            | 0            | 2           | 0           | 3      | 0      | 1     | 0      | 42    | 0      |
| Paris Saint-Germain | Razem              | 98    | 1      | 9            | 0            | 2           | 0           | 8      | 0      | 1     | 0      | 118   | 1      |
| Ogólnie w karierze  | Ogólnie w karierze | 607   | 18     | 41           | 1            | 21          | 2           | 130    | 4      | 10    | 0      | 809   | 24     |

## Sukcesy
Nantes
- Mistrzostwo Francji: 1994/95

Real Madryt
- Mistrzostwo Hiszpanii: 2000/01, 2002/03
- Superpuchar Hiszpanii: 2001, 2003
- Liga Mistrzów UEFA: 2001/02
- Superpuchar Europy UEFA: 2002
- Puchar Interkontynentalny: 2002

Chelsea
- Mistrzostwo Anglii: 2004/05, 2005/06
- Puchar Anglii: 2006/07
- Puchar Ligi Angielskiej: 2004/05, 2006/07
- Tarcza Wspólnoty: 2005

Paris Saint-Germain
- Puchar Francji: 2009/10

Reprezentacja
- Wicemistrzostwo świata: 2006